# 比拉萨克拉
比拉-萨克拉，是西班牙加泰罗尼亚赫罗纳省的一个市镇。总面积6平方公里，总人口405人（2001年），人口密度68人/平方公里。